# 池長潤
池長 潤（いけなが じゅん、1937年3月11日- ）は、日本のカトリック教会の聖職者、イエズス会士。カトリック大阪大司教区第7代大司教。洗礼名は「レオ」。

## 経歴
兵庫県神戸市生まれ。父は育英商業学校校長を務めた池長孟。兄は摂南大学教授だった倫理学者の池長澄。
1962年上智大学文学部ラテン哲学科卒業、1967年上智大学神学部卒業。
1968年（昭和43年）3月20日、司祭に叙階。
1995年11月2日、教皇ヨハネ・パウロ2世により、大阪教区協働大司教に任命された。1996年3月20日、パウロ安田久雄大阪大司教により、司教叙階の秘跡を受けた。
1997年5月10日、安田久雄の引退承認に伴い、大阪大司教の職務を引き継いだ。着座式は同年6月22日に行われた。2014年8月20日、教皇フランシスコにより、後任に広島司教のトマス・アクィナス前田万葉が任命され、それに伴い大阪大司教を引退した。9月23日の前田の着座をもって正式に引退。
大阪教会管区の管区大司教であったほか、カトリック中央協議会の会長を歴任した。

## 著書
- 『祈りと恵みの世界』女子パウロ会 2003

## 参考資料・外部リンク
- 日本経済新聞2012年4月17日付
- カトリック大阪大司教区